# Galeus antillensis
Galeus antillensis es una especie de peces de la familia Scyliorhinidae en el orden de los Carcharhiniformes.

## Hábitat
Es un pez de mar que vive entre 150-700 m de profundidad.

## Distribución geográfica
Se encuentra en el  Atlántico occidental central: Cuba,  Puerto Rico, Jamaica y muchas de las Islas de sotavento hasta la Martinica.